# Ratusz w Nidzicy
Ratusz w Nidzicy – zabytkowy ratusz w miejscowości Nidzica.
Najstarszy ratusz miejski zburzono w 1824 roku z powodu złego stanu technicznego. Zastąpił go nowy ratusz wybudowany w 1842 r., który znajdował się na rogu ulic Kościuszki i Placu Wolności. Budynek ten został zniszczony przez Rosjan w czasie I Wojny światowej. Dzisiejszy ratusz powstał w 1923 roku w stylu neoklasycystycznym, a wieńczy go okrągła wieżyczka pokryta miedzią. Ratusz został odnowiony w 2012 roku.

## Nidzickie jarmarki
W XV wieku Nidzica stała się ważnym obszarem handlowym w państwie krzyżackim. W latach dziesiątych i dwudziestych XV wieku Nidzica posiadając prawo składu stała się ważnym miejscem wymiany towarów pomiędzy Prusami krzyżackimi a Mazowszem. Nasilenie handlu widoczne było szczególnie na dorocznych sierpniowych jarmarkach odbywających się na placu przed ratuszem. Na jarmarki przybywali ludzie zarówno z okolicznych wsi jak i z odległych miast. Na przykład w 1413 roku można tam było spotkać chłopów ze wsi położonych koło Łomży, Przasnysza i Ostrołęki. Na targach sprzedawano produkty wszelkiego typu. Na przykład mazowszanie przyjeżdżali do Nidzicy by kupić sukno i sól, a sprzedać konie.

## Obecnie
Obecnie ratusz służy za siedzibę Urzędu Miejskiego, Punktu Informacji Turystycznej. Mieści się w nim biuro tygodnika "Głos Nidzicki", a także Nidzickiej Fundacji Rozwoju "Nida".
Część budynku została przeznaczona do celów handlowych, obecnie mieści się w nim sklep spożywczy.

## Galeria

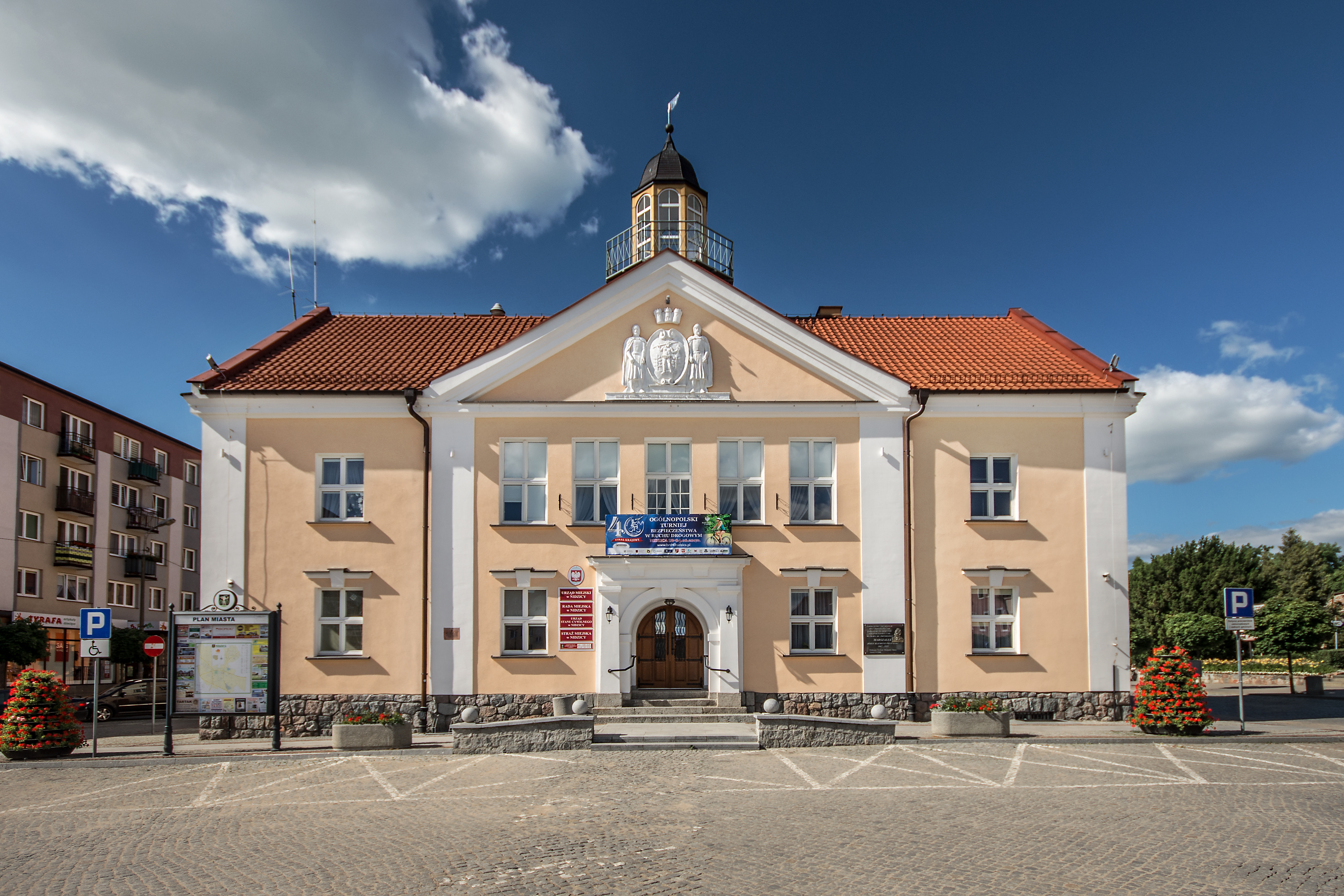
Fronton z herbem
Herb Nidzicy
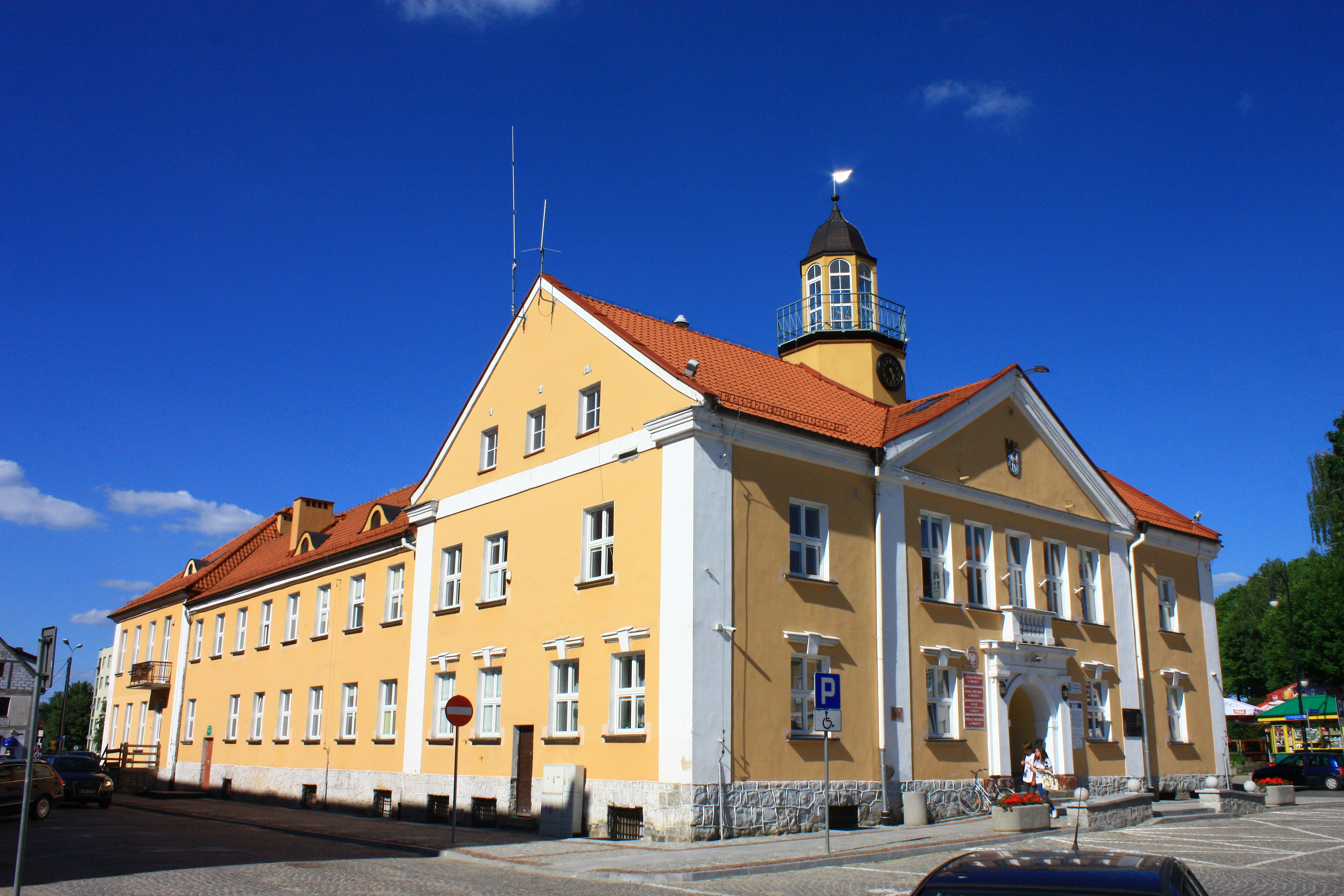
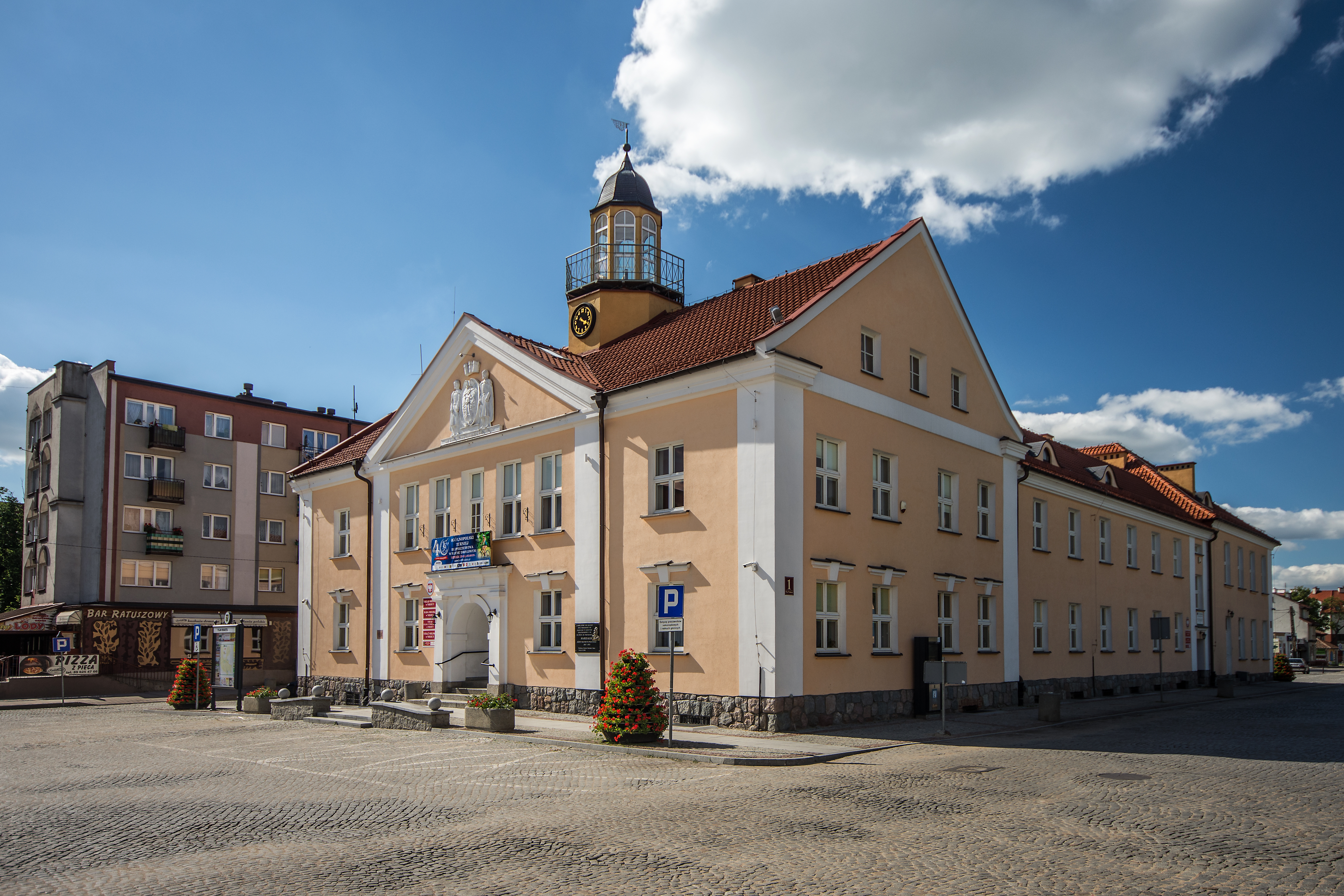
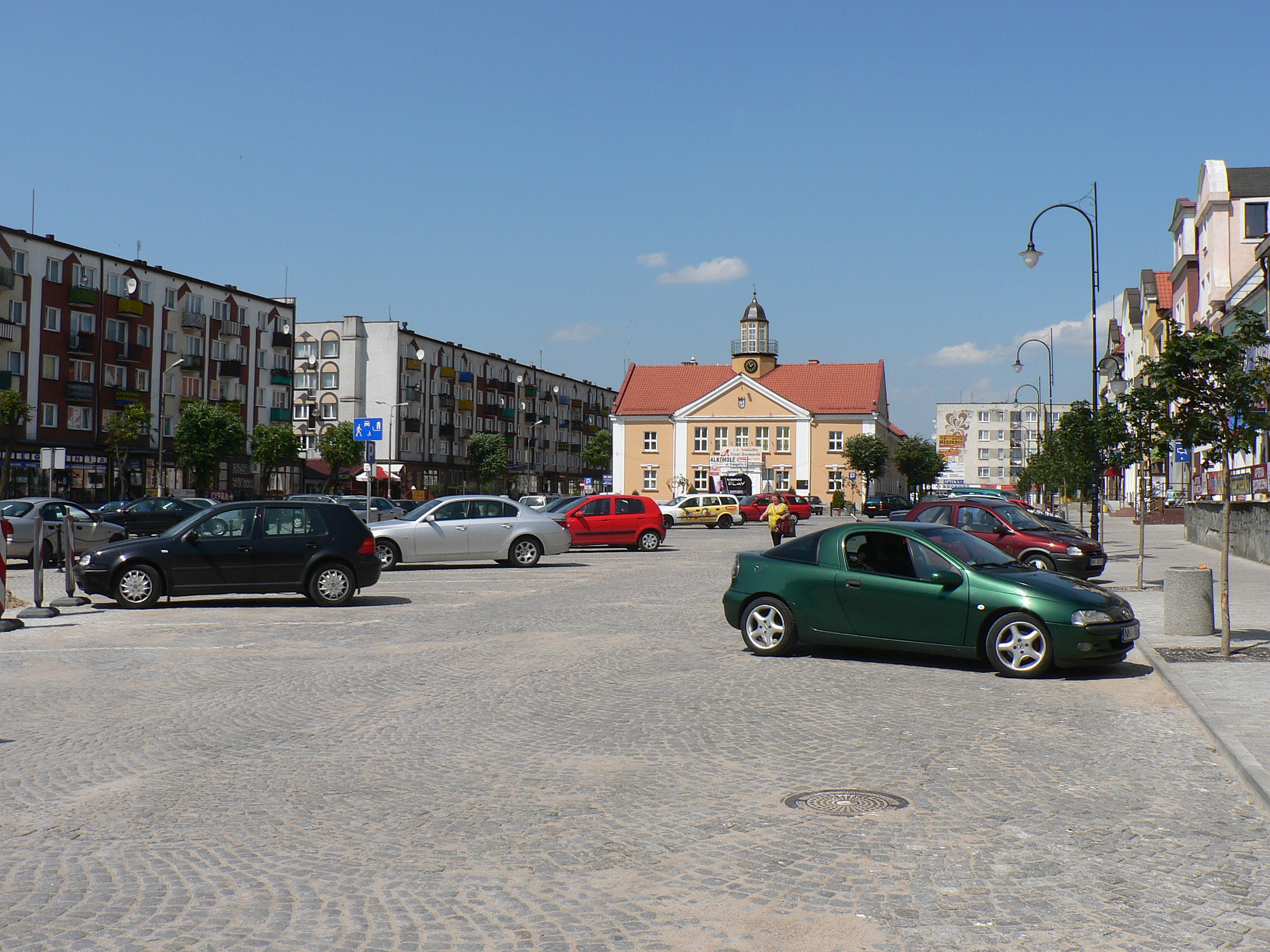
Plac Wolności z ratuszem dzisiaj